# Callosides genieri
Callosides genieri là một loài bọ cánh cứng trong họ Hybosoridae. Loài này được Howden miêu tả khoa học năm 2001.